# Nouvion-et-Catillon
Nouvion-et-Catillon è un comune francese di 539 abitanti situato nel dipartimento dell'Aisne della regione dell'Alta Francia. Il comune è nato nel 1845 dalla fusione dei comuni di Nouvion-l'Abbesse e Catillon-du-Temple.

## Società
.

### Evoluzione demografica
Abitanti censiti